# Exocentrus acutispina
Exocentrus acutispina är en skalbaggsart som beskrevs av Leon Fairmaire 1881. Exocentrus acutispina ingår i släktet Exocentrus och familjen långhorningar. Inga underarter finns listade i Catalogue of Life.